# Besleria tetrangularis
Besleria tetrangularis är en tvåhjärtbladig växtart som beskrevs av Hipólito Ruiz López och Johannes von Hanstein. Besleria tetrangularis ingår i släktet Besleria och familjen Gesneriaceae. Inga underarter finns listade i Catalogue of Life.